# Metronóm

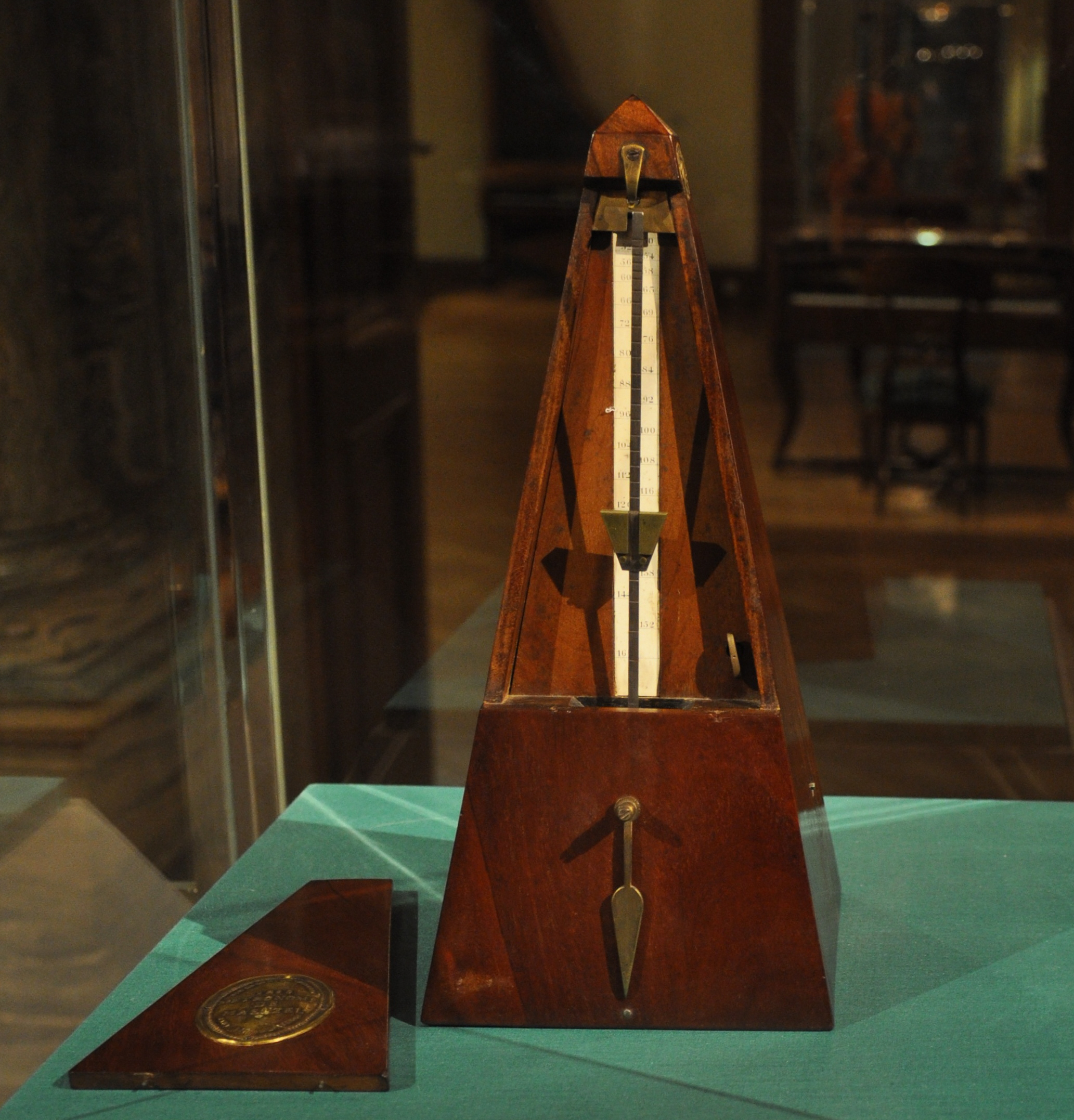
Mälzel metronómja (Párizs, 1816)

A metronóm a zenében használatos tempójelző mérőeszköz. Nevét Johann Nepomuk Mälzel adta, aki 1816-ban elsőként szabadalmaztatta Párizsban az általa kifejlesztett óraművet. (Már Mälzel előtt is többen létrehoztak metronóm-szerű szerkezeteket, így E. Loulié (1696), J. Saveur (1701), L.L. Pajot (1735), J. G. E. Stöckel (1796), G. Weber (1813).)
Valójában a metronómot Dietrich Nikolaus Winkel találta fel 1812-ben Amszterdamban. Johann Mälzel lemásolta és továbbfejlesztette Winkel ötleteit. Kicsi, hordozható metronómot készített, amelyet 1816-ban szabadalmaztatott.
A „Mälzel-féle metronóm” (németül: „metronom Mälzel”, rövidítve „M. M.”) olyan óramű volt, amelyet függőleges, alul rögzített, súllyal ellátott inga hoz működésbe. A mérőeszközhöz tartozik egy skála, amely alapján az inga sebességét 40 és 208 percenkénti ütés közötti értékre lehet beállítani. Maga az ingamozgás látható és hallható is, a metronóm háza rezonátorként működik.
A metronóm elterjedéséhez Ludwig van Beethoven is hozzájárult, aki elsőként alkalmazott néhány késői művében „M.M.” jelzést. (Ezzel szemben számos híres zeneszerző nem használt metronómot.) A klasszikus metronóm ütemszám-jelzését zeneszerzők ma is gyakran feltüntetik a kottákon.
Számos továbbfejlesztett, modern változata ismert; létezik zseb-, villogó- és elektromos metronóm. C. R. Blum 1926-ban színpadi és filmjelenetekhez használt kronométert fejlesztett ki.